# De Eenden
De Eenden is een attractie in het Belgische attractiepark Plopsaland Belgium. De attractie opende samen met het vernieuwde park op 29 april 2000. De attractie ligt in het themagebied van Kabouter Plop, de Ploptuin.
Bezoekers nemen plaats in een van de acht eenden waarin elk vier personen passen, waarvan maximaal drie volwassenen. Kinderen kleiner dan een meter dienen begeleid te worden door een persoon van minimum 15 jaar oud.
Deze attractie is van het type "Entenkarussell" van de Duitse fabrikant Metallbau Emmeln. Dankzij de motor in het middenstuk van de attractie draaien de eenden rond. De eenden rijden onder het water over een rail die licht omhoog en omlaag gaat, waardoor de eenden rustig op en neer gaan.

## Trivia
- In de begindagen van Plopsaland was het middenstuk van de attractie nog niet gethematiseerd. Er werd later pas een houten ton rond de motor gebouwd, waarop een standbeeld van Kabouter Kwebbel geplaatst is.[3]
- Op rustige dagen is De Eenden afwisselend open met De Kikkers.
- In Plopsa Indoor Hasselt, Plopsaland Deutschland, Majaland Kownaty, Majaland Warszawa en Majaland Gdańsk staan attracties van hetzelfde type. Het exemplaar in Hasselt is vrijwel identiek met hetgeen van De Panne. In Plopsaland Deutschland heeft de attractie vorm van vissersboten. De exemplaren in Kownaty en Warschau zijn in thema van Vikingboten. De versie in Gdańsk heeft een andere stijl van eendjes en staat in thema van De Smurfen.

Afbeeldingen